# Persema Malang
Persema, sigla de Persatuan Sepak Bola Malang, é um time de futebol de Malangue, Java, Indonésia.
O clube foi criado em 1953,